# Lega Nazionale B 1998 (football americano)
La Lega Nazionale B 1998 è stata l'11ª edizione del campionato di football americano di secondo livello, organizzato dalla SAFV.

## Squadre partecipanti
| Club                  | Città      | Stadio | Sponsor ufficiale | Risultato nella stagione 1997     |
| --------------------- | ---------- | ------ | ----------------- | --------------------------------- |
| Geneva Seahawks       | Ginevra    |        |                   | Sesto posto in LNA                |
| Feldkirch Oscar Dinos | Feldkirch  |        |                   | Semifinalista                     |
| Gladiators Pratteln   | Pratteln   |        |                   | Semifinalista                     |
| Lausanne Sharks       | Losanna    |        |                   | Finalista                         |
| Seaside Irish         | San Gallo  |        |                   | Quinto posto in stagione regolare |
| Winterthur Warriors   | Winterthur |        |                   | Sesto posto in stagione regolare  |

## Stagione regolare

### Calendario

#### 1ª giornata
| 29 marzo 1998 | Lausanne Sharks | 55 – 0 | Winterthur Warriors |  |

| 29 marzo 1998 | Seaside Irish | 15 – 28 | Gladiators Pratteln |  |

| 29 marzo 1998 | Geneva Seahawks | 57 – 0 | Feldkirch Oscar Dinos |  |

#### 2ª giornata
| 5 aprile 1998 | Gladiators Pratteln | 30 – 3 | Lausanne Sharks |  |

#### 3ª giornata
| 19 aprile 1998 | Winterthur Warriors | 14 – 56 | Geneva Seahawks |  |

| 19 aprile 1998 | Feldkirch Oscar Dinos | 29 – 11 | Seaside Irish |  |

#### 4ª giornata
| 26 aprile 1998 | Lausanne Sharks | 26 – 20 | Feldkirch Oscar Dinos |  |

| 26 aprile 1998 | Gladiators Pratteln | 26 – 17 | Winterthur Warriors |  |

| 26 aprile 1998 | Geneva Seahawks | 41 – 6 | Seaside Irish |  |

#### 5ª giornata
| 9 maggio 1998 | Winterthur Warriors | 16 – 32 | Feldkirch Oscar Dinos |  |

| 10 maggio 1998 | Lausanne Sharks | 36 – 0 | Seaside Irish |  |

| 10 maggio 1998 | Gladiators Pratteln | 12 – 7 | Geneva Seahawks |  |

#### 6ª giornata
| 17 maggio 1998 | Feldkirch Oscar Dinos | 27 – 26 | Gladiators Pratteln |  |

| 17 maggio 1998 | Geneva Seahawks | 14 – 10 | Lausanne Sharks |  |

#### 7ª giornata
| 24 maggio 1998 | Gladiators Pratteln | 38 – 0 | Seaside Irish |  |

| 24 maggio 1998 | Geneva Seahawks | 15 – 8 | Winterthur Warriors |  |

#### 8ª giornata
| 7 giugno 1998 | Geneva Seahawks | 14 – 38 | Gladiators Pratteln |  |

| 7 giugno 1998 | Winterthur Warriors | 11 – 10 | Lausanne Sharks |  |

| 7 giugno 1998 | Seaside Irish | 14 – 28 | Feldkirch Oscar Dinos |  |

#### 9ª giornata
| 14 giugno 1998 | Winterthur Warriors | 6 – 38 | Gladiators Pratteln |  |

| 14 giugno 1998 | Feldkirch Oscar Dinos | - – - (annullata) | Geneva Seahawks |  |

| 14 giugno 1998 | Seaside Irish | 14 – 13 | Lausanne Sharks |  |

#### 10ª giornata
| 21 giugno 1998 | Seaside Irish | 6 – 3 | Winterthur Warriors |  |

| 21 giugno 1998 | Feldkirch Oscar Dinos | 60 – 29 | Lausanne Sharks |  |

#### 11ª giornata
| 27 giugno 1998 | Winterthur Warriors | 16 – 19 | Seaside Irish |  |

| 28 giugno 1998 | Gladiators Pratteln | 28 – 13 | Feldkirch Oscar Dinos |  |

| 28 giugno 1998 | Lausanne Sharks | 20 – 22 | Geneva Seahawks |  |

#### 12ª giornata
| 5 luglio 1998 | Feldkirch Oscar Dinos | 50 – 6 | Winterthur Warriors |  |

| 5 luglio 1998 | Lausanne Sharks | 20 – 36 | Gladiators Pratteln |  |

| 5 luglio 1998 | Seaside Irish | 7 – 25 | Geneva Seahawks |  |

### Classifica
La classifica della regular season è la seguente:
- PCT = percentuale di vittorie, G = partite giocate, V = partite vinte, P = partite perse, PF = punti fatti, PS = punti subiti
- La squadra promossa è indicata in verde

| Pos. | Squadra               | PCT  | G  | V | P | PF  | PS  |
| ---- | --------------------- | ---- | -- | - | - | --- | --- |
| 1    | Gladiators Pratteln   | .900 | 10 | 9 | 1 | 300 | 122 |
| 2    | Geneva Seahawks       | .778 | 9  | 7 | 2 | 251 | 115 |
| 3    | Feldkirch Oscar Dinos | .667 | 9  | 6 | 3 | 259 | 213 |
| 4    | Lausanne Sharks       | .300 | 10 | 3 | 7 | 222 | 207 |
| 5    | Seaside Irish         | .300 | 10 | 3 | 7 | 92  | 257 |
| 6    | Winterthur Warriors   | .100 | 10 | 1 | 9 | 97  | 307 |

## Verdetti
- Gladiators Pratteln promossi in Lega Nazionale A
- Winterthur Warriors relegati in Lega Nazionale C